# NGC 2677
NGC 2677 je galaksija u zviježđu Raku.

## Vanjske poveznice
- SEDS: NGC 2677